# Sand-Fingerkraut

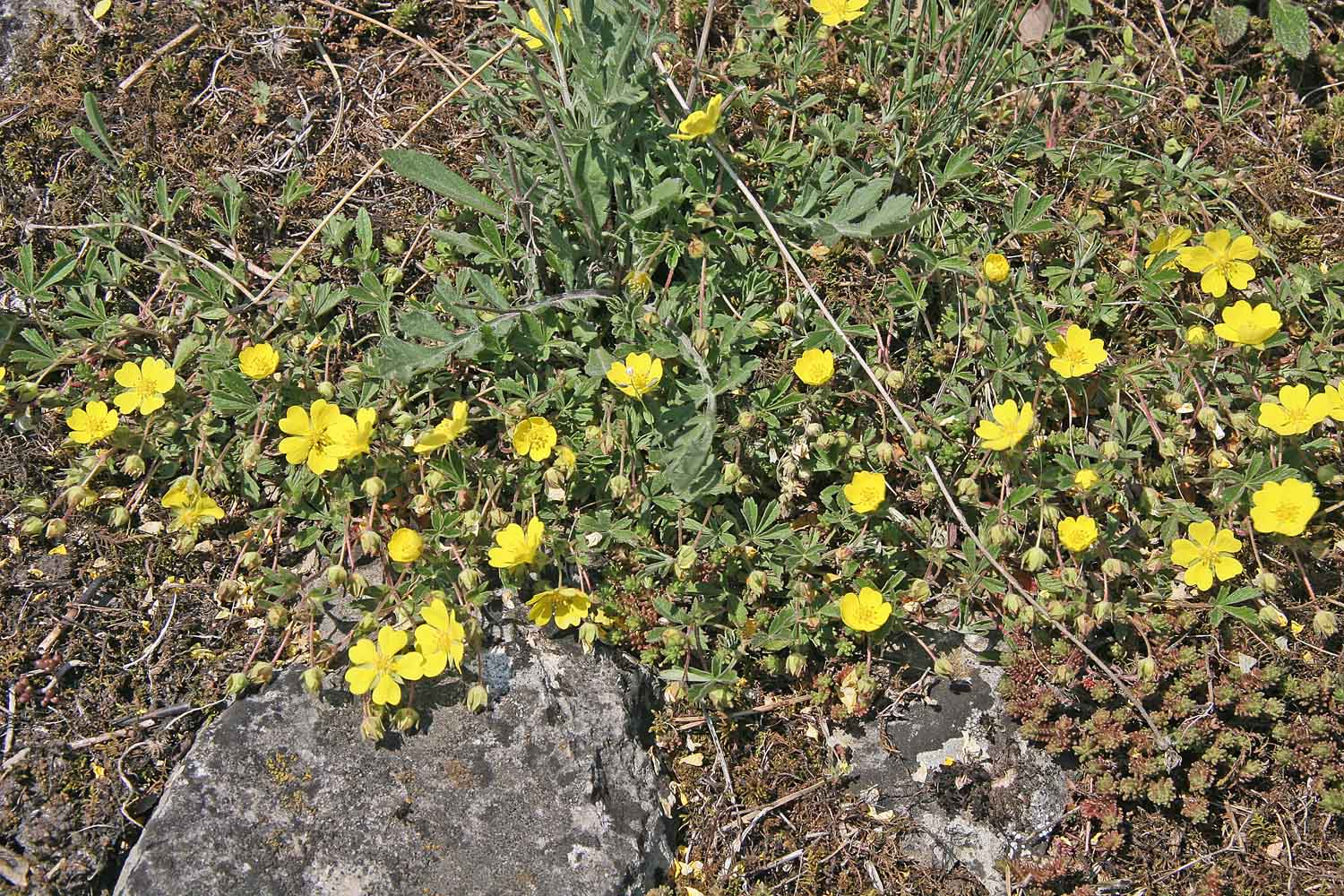
Sand-Fingerkraut

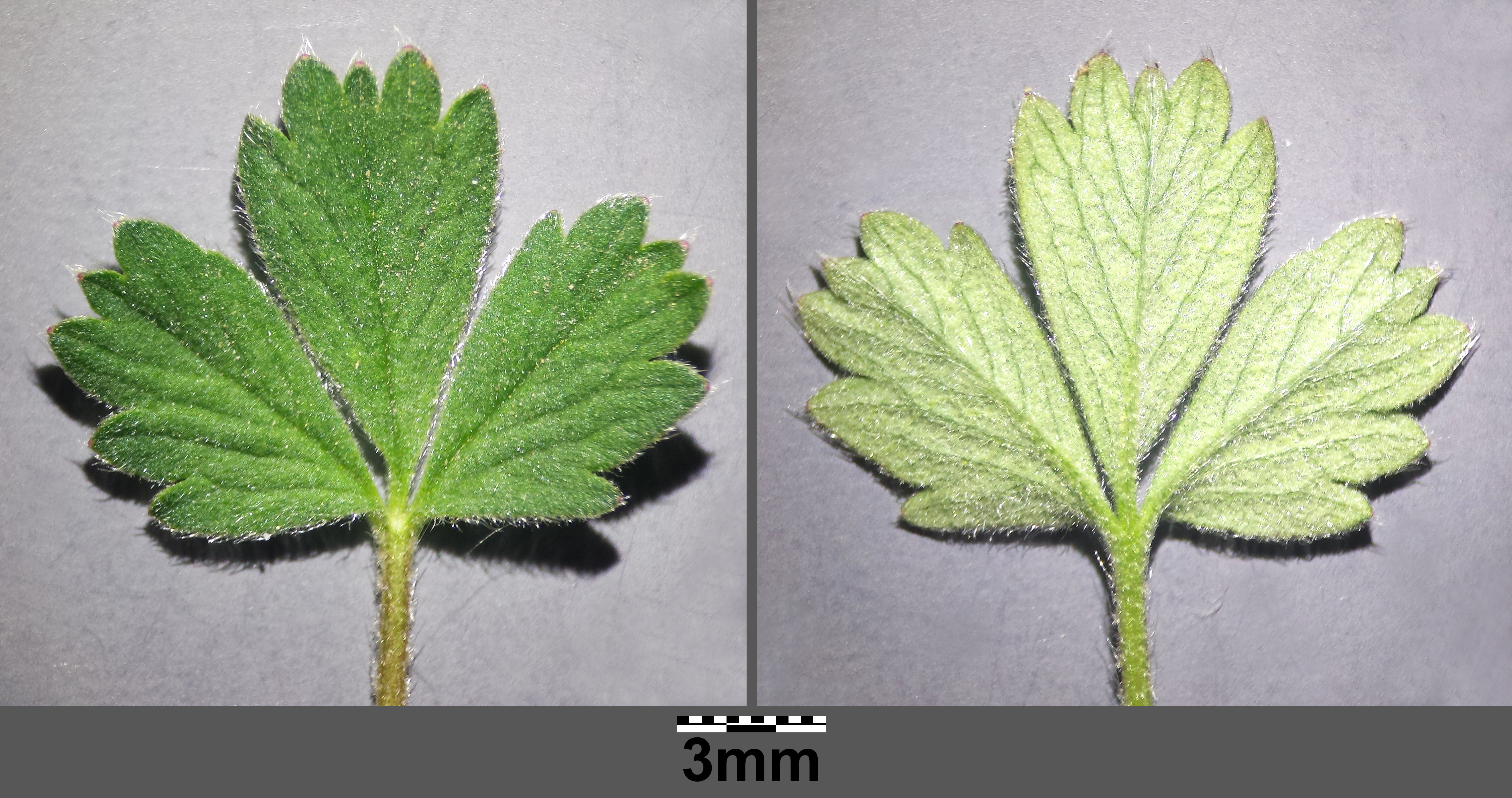
Laubblatt: links Ober-, rechts Unterseite

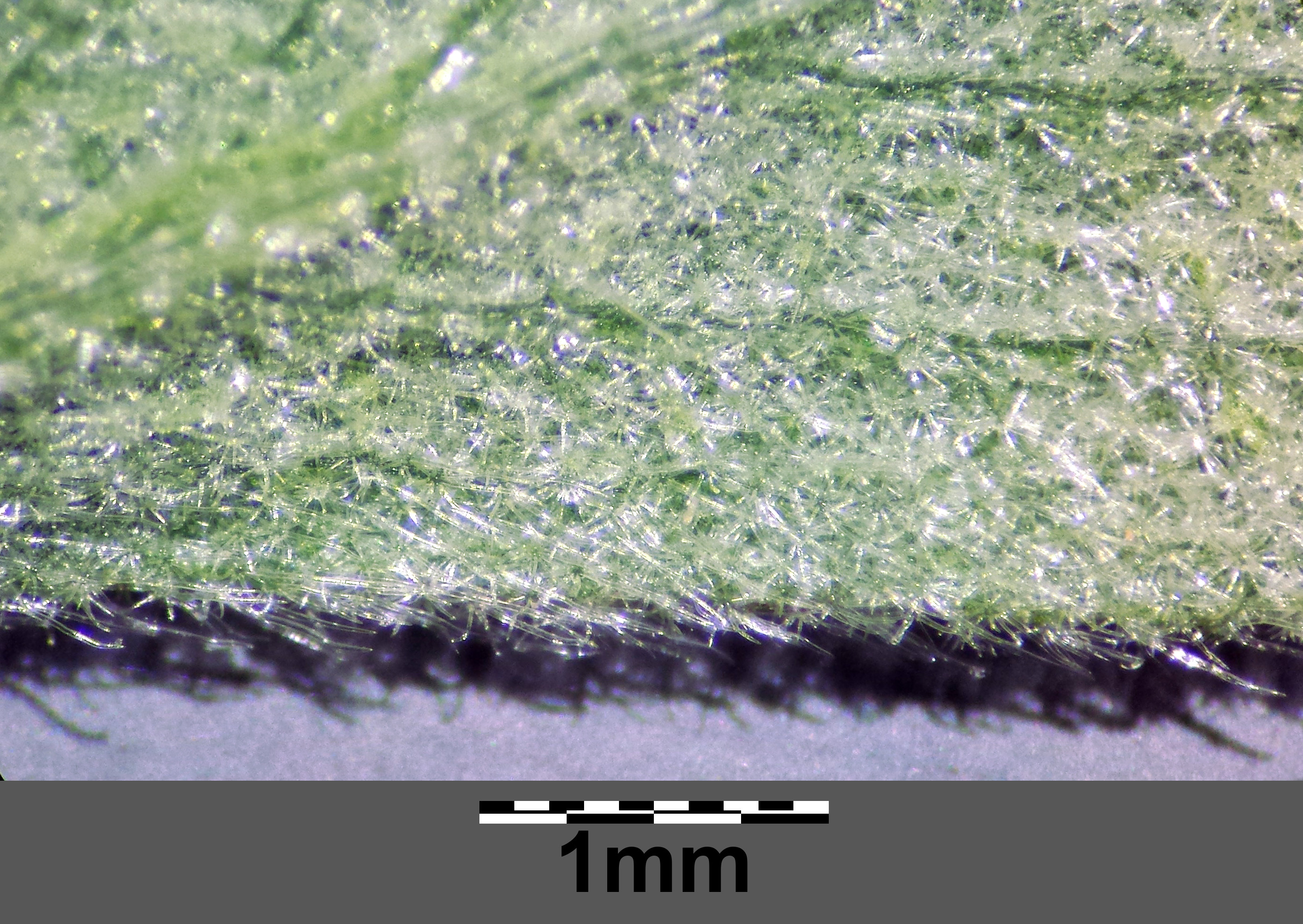
Laubblattunterseite mit Büschelhaaren

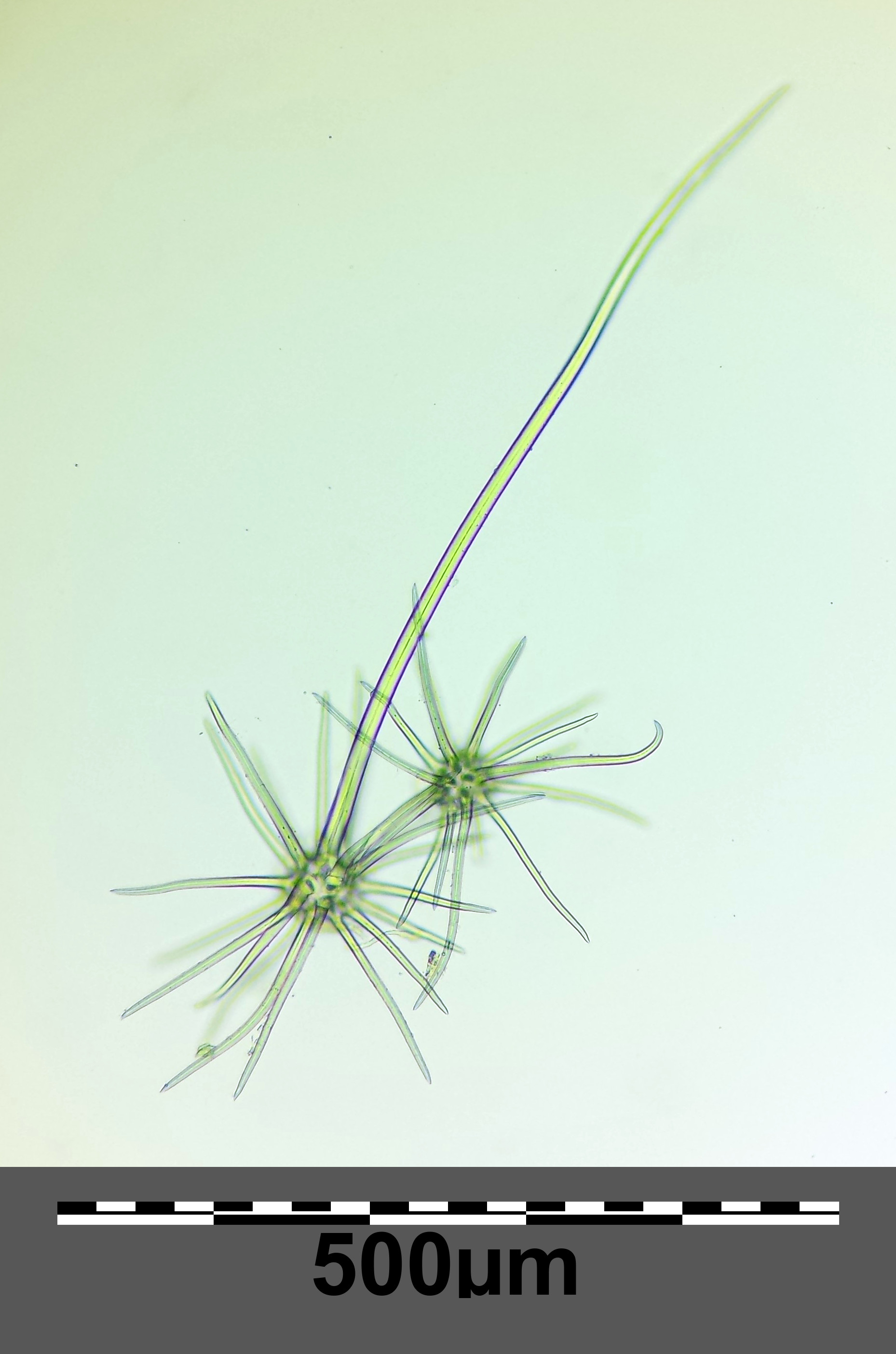
Büschelhaare von der Laubblattunterseite

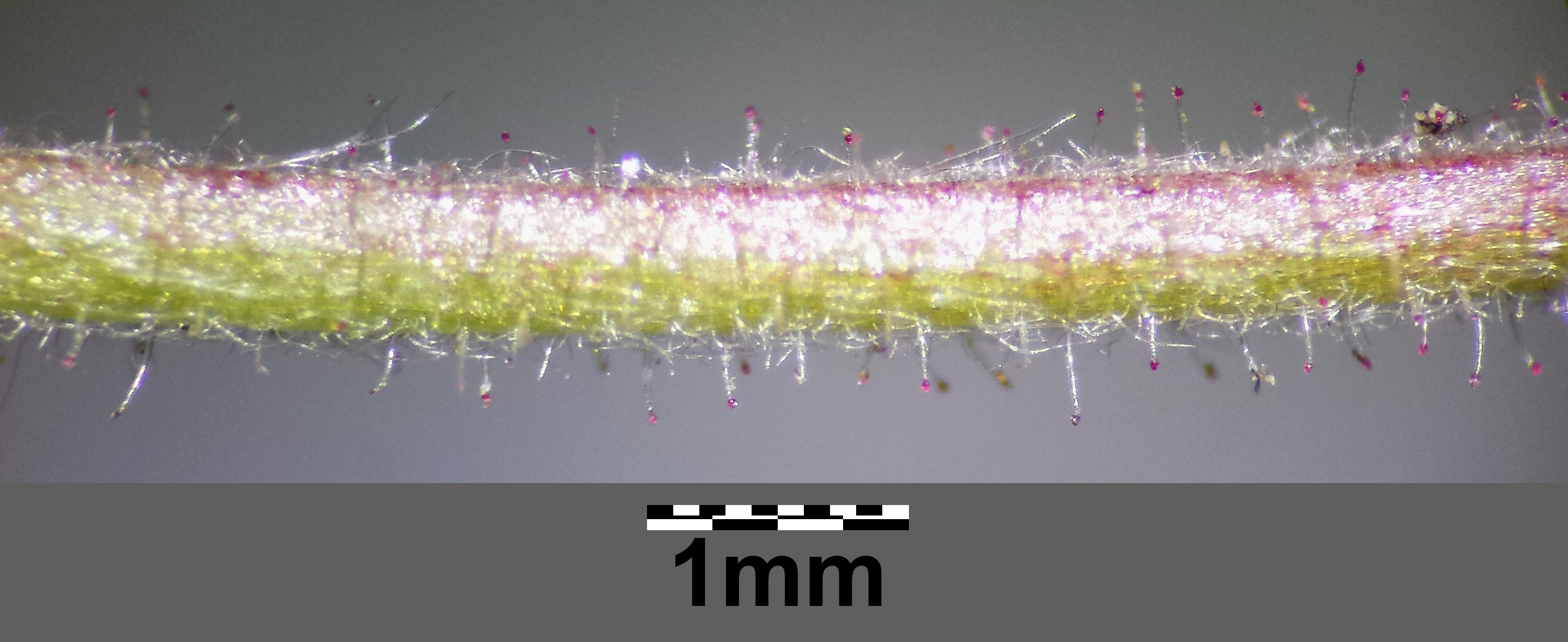
Der Blütenstiel ist dicht mit Büschelhaaren und oft mit kurzen und langen Drüsenhaaren besetzt.

Das Sand-Fingerkraut (Potentilla incana P. Gaertn., B. Mey. & Scherb.) ist eine Pflanzenart in der Familie der Rosengewächse (Rosaceae). Es kommt in Mitteleuropa sehr häufig bis sehr selten vor.

## Beschreibung
Das Sand-Fingerkraut unterscheidet sich vom Frühlings-Fingerkraut (Potentilla neumanniana), dem es sonst sehr ähnlich ist, durch die dichte Behaarung mit vielstrahligen Sternhaaren. Die Blattunterseite ist sehr dicht filzig sternhaarig und dadurch hell-graugrün gefärbt, auf der Oberseite ist die Behaarung etwas weniger dicht. Nicht immer lassen sich jedoch beide Arten streng voneinander trennen, denn es treten so genannte Intermediärformen auf. Zudem kommt es nicht selten zu Bastardisierungen von Potentilla neumanniana und Potentilla arenaria = Potentilla x subarenaria Zimmeter.
Das Sand-Fingerkraut ist eine ausdauernde krautige Pflanze, die Wuchshöhen von 5 bis 15 cm erreicht. Es werden rasenartige Bestände gebildendt, aber ohne ausläuferartig verlängerte Rhizome. Die Stängel und besonders die Unterseite der Laubblätter sind mehr oder weniger dicht mit 15 bis 25 (6 bis 35)-strahligen Sternhaaren besetzt und zusätzlich mit kleinen, hellen Drüsen. Die Blütenstiele besitzen Sternhaare und Drüsen. Die radiärsymmetrischen Blüten weisen einen Durchmesser von 8 bis 12 mm auf. Die Kronblätter sind gelb. 
Es blüht zwischen März und Mai.
Die Chromosomenzahl beträgt 2n = 28 oder 35.

## Verbreitung

### Standortbedingungen
Potentilla incana ist eine licht- und wärmeliebende Pflanze, die auf trockenen, nährstoffarmen, basenreichen, sandigen, steinigen oder felsigen Standorten wächst. Sie bevorzugt Sandfluren und Kalktrockenrasen oder auch lichte Kiefern-Trockenwälder. Sie ist in Mitteleuropa eine Festucetalia-valesiacae-Ordnungscharakterart, kommt aber auch in Gesellschaften der Verbände Xerobromion oder Cytiso-Pinion vor.

### Allgemeine Verbreitung
Das Sand-Fingerkraut ist ein europäisch-kontinentales Florenelement. Die Westgrenze verläuft vom Elsass zum Nahetal. Das Areal erstreckt sich durch Mittel- und Osteuropa bis in die südliche Uralregion und in das nördliche Kaukasusgebiet. Im Norden zieht die Grenze quer durch das norddeutsche Flachland nach Südschweden und ins Baltikum. Im Süden zieht die Grenze von Basel entlang des Rheins zum Bodensee, weiter nach Österreich über Ungarn und Jugoslawien zum Schwarzen Meer in Bulgarien.

### Verbreitung in Deutschland
Das Sand-Fingerkraut kommt zerstreut in der Mitte und im Osten Deutschlands vor. Darüber hinaus ist es selten oder fehlt ganz.

### Verbreitung in Österreich
In Österreich tritt das Sand-Frühlings-Fingerkraut im pannonischen Gebiet sehr häufig, ansonsten zerstreut bis selten auf. Die Vorkommen erstrecken sich auf die Bundesländer Wien, Niederösterreich, das Burgenland, Oberösterreich, die Steiermark und Kärnten. Im nördlichen Alpenvorland gilt es als gefährdet.

## Taxonomie
Synonyme für Potentilla incana P. Gaertn., B. Mey. & Scherb. sind: Potentilla arenaria Borkh., Potentilla arenaria subsp. incana (P. Gaertn. & al.) O. Schwarz, Potentilla cinerea subsp. incana (P. Gaertn. & al.) Asch., Potentilla verna subsp. incana (P. Gaertn. & al.) Schübler & G. Martens.

## Sonstiges
Durch die starke Neigung zur Bastardisierung und Ähnlichkeit mit dem Frühlings-Fingerkraut wird die Art häufig nicht beachtet.